# Verrallina reesi
Verrallina reesi är en tvåvingeart som beskrevs av King och Harry Hoogstraal 1947. Verrallina reesi ingår i släktet Verrallina och familjen stickmyggor. Inga underarter finns listade i Catalogue of Life.